# The Nonesuch Press
The Nonesuch Press was een Engelse private press opgericht in 1922 in Londen door Francis Meynell, zijn vrouw Vera Mendel en David Garnett.
Het eerste boek van Nonesuch Press's was John Donne's Love Poems hetgeen verscheen in 1923. Totaal produceerde men meer dan 140 boeken. Het hoogtepunt van de productie lag tussen 1920 en 1930, maar men bleef drukken tot midden jaren zestig.
Bij de meest bekende boeken van de uitgeverij waren werken van William Congreve, William Wycherley en vertalingen van Cervantes en Dante. Ook werden een aantal geïllustreerde werken afgeleverd. De werken van Nonesuch zijn gezocht door verzamelaars en brengen soms wel 1000 Engelse ponden op.
In november 2005 brachten Barnes en Noble herdrukken uit van de romans van Charles Dickens zoals Bleak House, Great Expectations, Hard Times, the Christmas Books, David Copperfield, Oliver Twist, en Nicholas Nickleby. 